# Pilarik Ezsaiás
Pilarik Ezsaiás (Nagyócsa, ? – Levini, ?) evangélikus lelkész.

## Élete
Idősebb Pilarik István (1615–1693) evangélikus lelkész és Mazurka Anna fia. Lelkészi hivatalt Teplicen, azután Mateócon, végül Korponán viselt; a matzdorfi anyakönyvben a következő van róla följegyezve: «Pilarik Ezsaiás tepliczi lelkész általunk meghivatott és innen 1656. máj. 15. Korponára ment.» Midőn megidézték Pozsonyba, ott megjelenvén, aláírta a kiköltözők számára készített térítvényt s annak tartalma szerint a hazából kivándorolt és Wittenbergbe költözött, hol bölcseletmesteri fokot nyert (dolgozatát 1680. május 8-án adta be, Michael Walther volt a vizsgabizottság elnöke).

## Munkái
- Cum Deo Dissertatio Positive Enucleata De Ministrorum Ecclesiasticorum Distinctis gradibus. Quam Asserente Hilario Ernesto Binero SS. Theol: Stud: Examinato, p. t. Gymna: Neosol: Rectore, Mense Majo. Publice pro ingenii modulo defendere conabitur (sic). Trenchinii, 1641.
- Summarium Linguae Sanctae Praeside ... Johann. Wilhelmo Hilliger, ... Promotore ... examini subjicit Resp ... Anno M. DC. LXXVII. Uo.
- Morotomia Analphabeitica Explosa, Ridiculi A. C. Anatomci (sic), Pacifacii (ut vult) Catholici, D. Thomae Heinrici, quondam dum viveret, Protonol. Apost. Cathed. Eccles. Basiliensis Canonici, ... Univers. Friburg. Rect. Praesidio ... Johannis Deutschmann ... Suscepta Ad A. M. DC. LXXVII. Diem XIII. Septemb. Respondente ... uo.
- De Persecutione Verae Ecclesiae Dissertatio Theologica, Qvam Praeside Joh. Andr. Quenstedt ... publice defendet ... Die X. Augusti ... Anno M. DC. LXXVI. Uo.
- Dissertatio Historico-Theologica, De Ecclesiastico Ordine Novi Testamenti, Qvam Praeside ... Joh. Andrea Quenstedt ... publice defendet ... Ad diem 16 Octobr. Anno M. CD. LXXIX. Uo.
- Dissertatio Astronomica, De Eclipsi Lunae Quam Indultu Facultatis Celeberrimae Philosophicae In Illustri Wittebergensi Academia Praeses M. Esaias Pilarik ... Alumn. & Respondens Matthias a Schmidegg, Cremn. Nob. Hung. publice defendent ... A. M. DC. LXXX. d. XV. Maji. Uo.
- Dissertatio Astronomica de Ecclipsibus in Genere, Et Solis In Specie, Sub Praesidio ... Michaelis Waltheri ... Eruditorum Disquisitioni Exposita ... Anno M. DC. LXXX. d. VIII. Maji. Uo.